# Eucelatoria montana
Eucelatoria montana är en tvåvingeart som beskrevs av Townsend 1929. Eucelatoria montana ingår i släktet Eucelatoria och familjen parasitflugor.
Artens utbredningsområde är Peru. Inga underarter finns listade i Catalogue of Life.